# Revoltas no Iraque de 1991
As Revoltas no Iraque de 1991 foram uma série de revoltas anti-governamentais no sul e no norte do Iraque, durante o rescaldo da Guerra do Golfo. A revolta foi motivada pela percepção de que o poder do presidente iraquiano, Saddam Hussein era vulnerável no momento, assim como fortemente alimentada pela raiva da repressão do governo e da devastação provocada por duas guerras em uma década, a Guerra do Golfo e a Guerra Irã-Iraque. Os Estados Unidos também tiveram um papel de instigadores das revoltas,  que gerou controvérsias já que forças norte-americanas presentes em solo iraquiano não auxiliaram os rebeldes.
As revoltas xiitas no sul do Iraque, dominada pelos envolvidos, as desmoralizadas tropas do exército iraquiano e contra os partidos xiitas antigoverno, em particular o Partido Islâmico Dawa e o Assembleia Suprema Islâmica do Iraque (SCIRI). Outra onda de insurreição eclodiu pouco tempo depois no povoado curdo no norte do Iraque (Curdistão), ao contrário da rebelião espontânea no sul do país, a revolta do Norte foi organizada por dois partidos rivais da milícia de base curda: o Partido Democrático do Curdistão (KDP) e a União Patriótica do Curdistão (PUK), e um planejamento em longo prazo tivesse ocorrido.
Embora tenham apresentado uma ameaça muito grave para o regime do Partido Baath iraquiano, Saddam conseguiu reprimir as rebeliões com uma força massiva e indiscriminada e manteve o poder. A insurgência foi brutalmente esmagada pelas forças legalistas encabeçada pela Guarda Republicana Iraquiana e a população foi sucessivamente aterrorizada. Durante as poucas semanas de agitação dezenas de milhares de pessoas foram mortas. Muitos outros morreram durante o mês seguinte, enquanto quase dois milhões de iraquianos fugiram para salvar suas vidas. Na sequência, o governo forçou a intensificação dos deslocamentos forçados dos árabes dos pântanos e a drenagem dos pântanos do Iraque, enquanto os Aliados estabeleceram as zonas de exclusão aérea no Iraque.